# REKO形電車
REKO形は、東ドイツ（現：ドイツ）のシェーネヴァイデ国鉄修繕工場（Raw Sw）が製造した路面電車車両。旧型電車から流用した部品を用い、1959年から1975年まで製造された。

## 概要

### 導入までの経緯
1957年以降、東ドイツで新造された路面電車車両は国家計画に基づきゴータ車両製造人民公社で製造が実施され、ゴータカーと総称される車両の大量生産が行われた。だが、経済相互援助会議（コメコン）の方針により東ドイツのみならずソビエト連邦など他国向けの車両も作る事となり、新型車両の製造が追いつかない状況が予想された。一方、首都・ベルリンのベルリン市電では戦前に製造された車両が1950年代の時点でも多数使用されており、老朽化が進み乗り心地にも難があったこれらの車両を早期に置き換える必要が生じていた。そこでベルリンのシェーネヴァイデ国鉄修繕工場（Raw Sw）は、ゴータ車両製造の援助策として機器流用車を生産する事を計画し、1959年からベルリン市電への導入が開始された。これらの車両は"Rekonstruktion"（再建）の略称から"REKO形"と呼ばれた。

### 構造
REKO形の台車や台枠には第二次世界大戦前に製造された旧型車両の部品が用いられ、特に1,000両以上が大量生産されたT24/B24形電車が種車として多数使用された。電動車の電動機には、東ドイツ製の二軸車で標準的に採用されていたLEW/ヘミンズドルフ（Lokomotivbau Elektrotechnische Werke Henningsdorf Berlin）製のEM60形（60 kw）が2基搭載されていた。
車体は同時期にゴータ車両製造人民公社で製造されていたT57/B57形と類似していたが、以下の点で異なっていた他、台枠の構造もT57/B57形と比べて簡素な構造となっていた。
- 寸法 - T57/B57形（10,900 mm）に比べて全長が10,720 mmと短い一方、全高はT57/B57形（3,115 mm）よりも高い3,260 mmであった。
- 窓の数 - 乗降扉が設置されている側の窓の数は、T57/B57（3個）よりも1つ多い4個が設置されていた。
- 乗降扉の形状 - T57/B57形の乗降扉は2枚両引戸で幅が広かったのに対し、REKO形は1枚引戸で扉幅も狭かった。

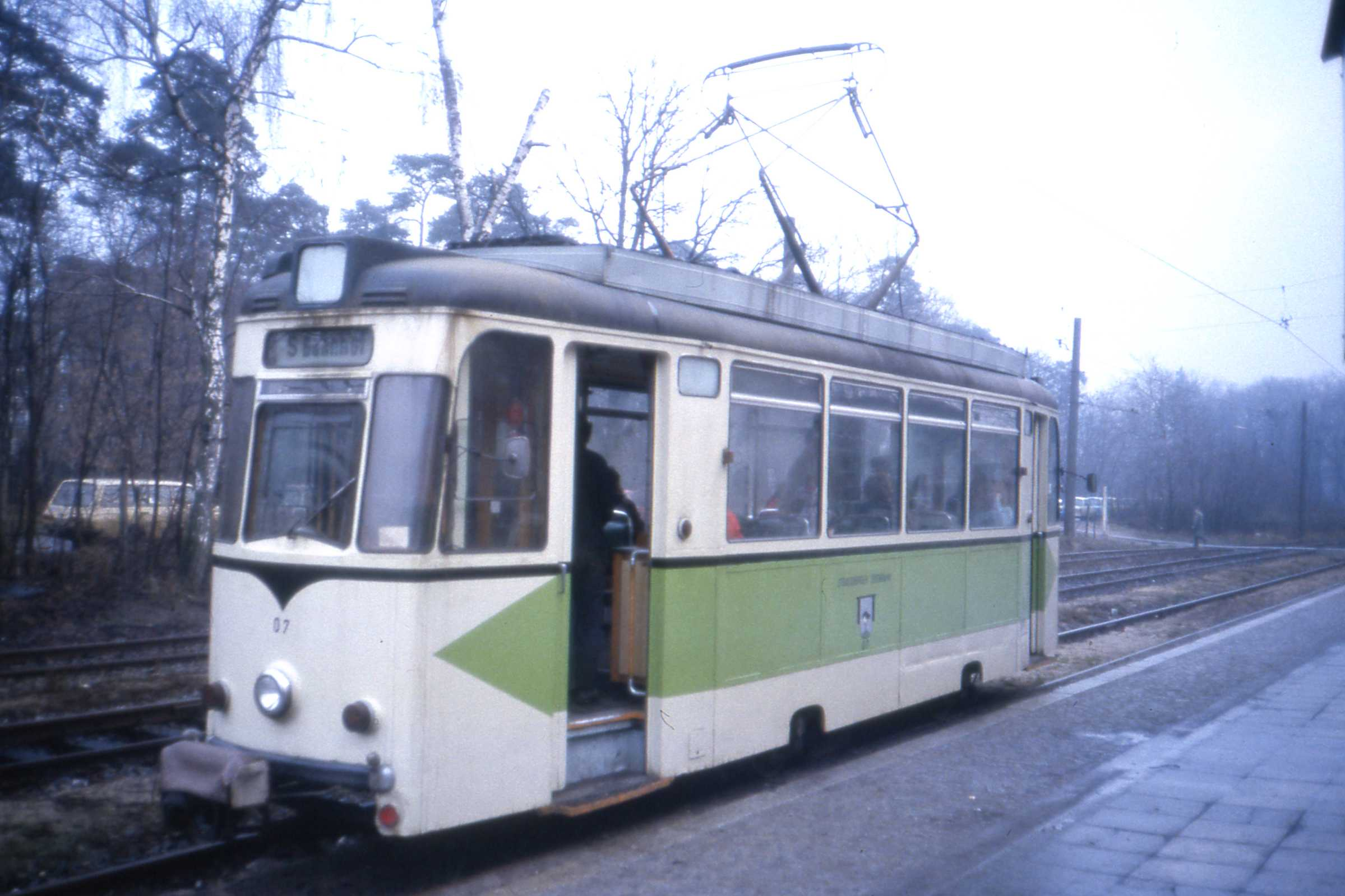
REKO形
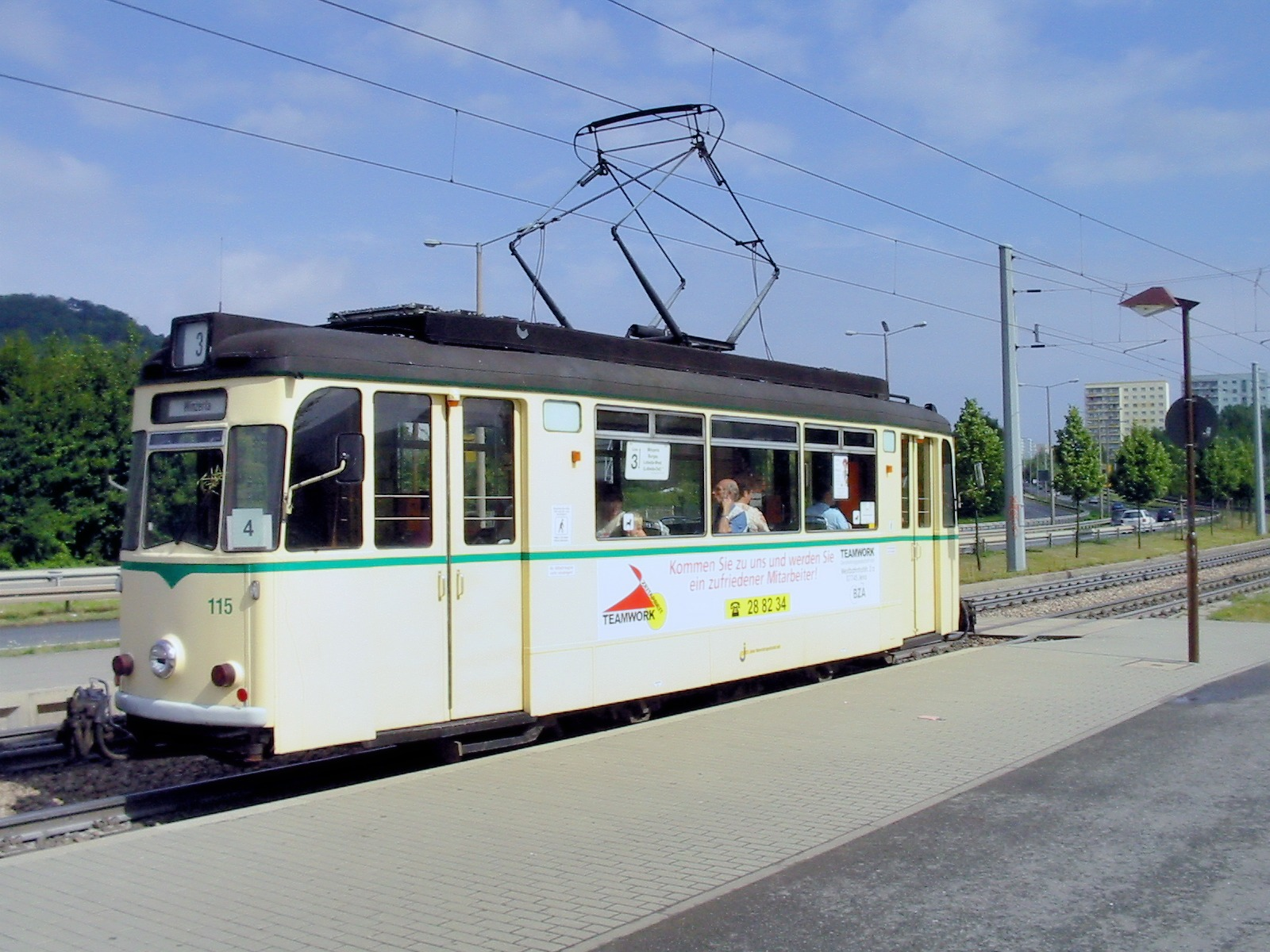
T57形（参考） 側窓の数や乗降扉の形状が異なる

### 形式

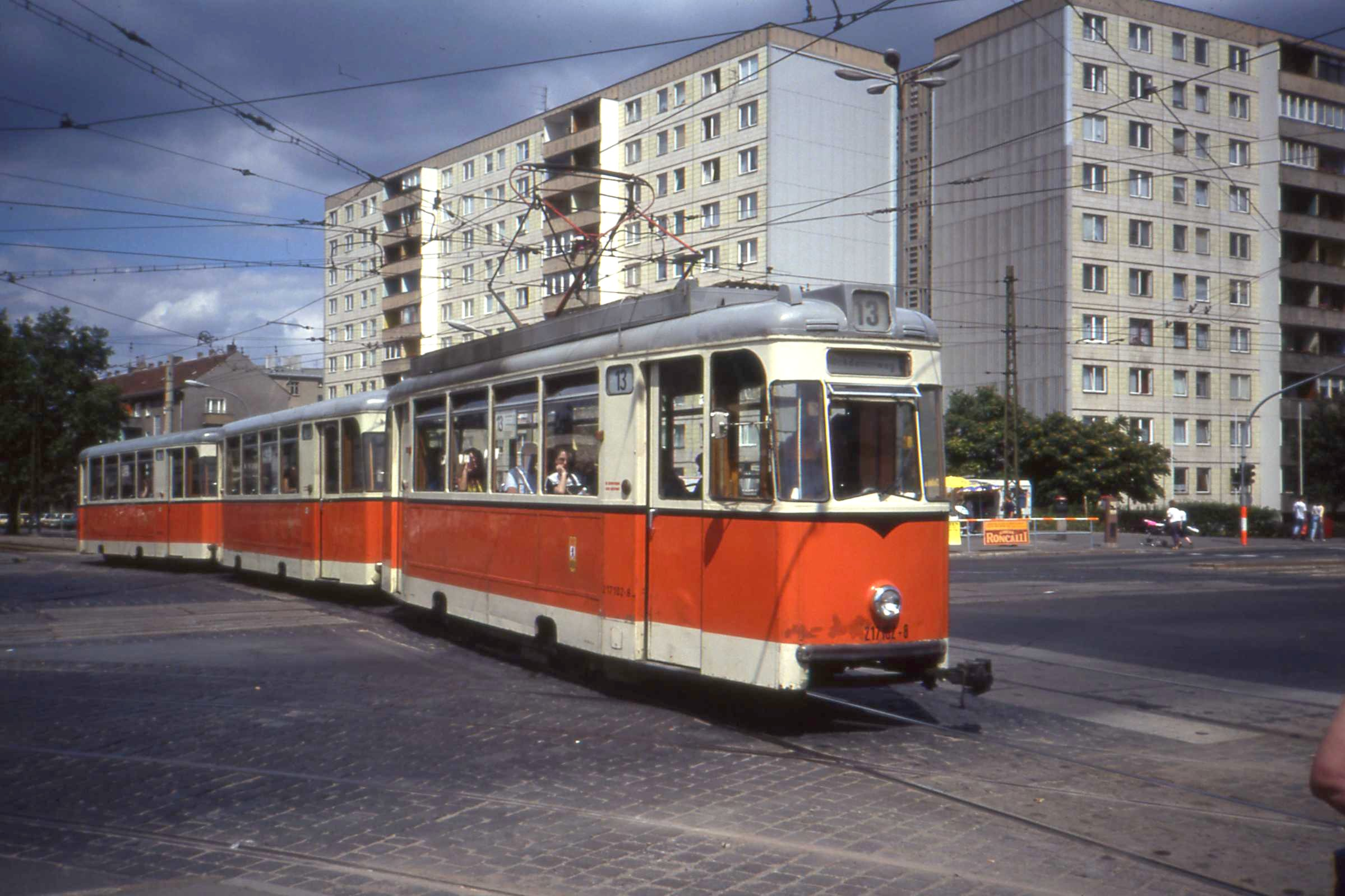
TE59形（先頭）

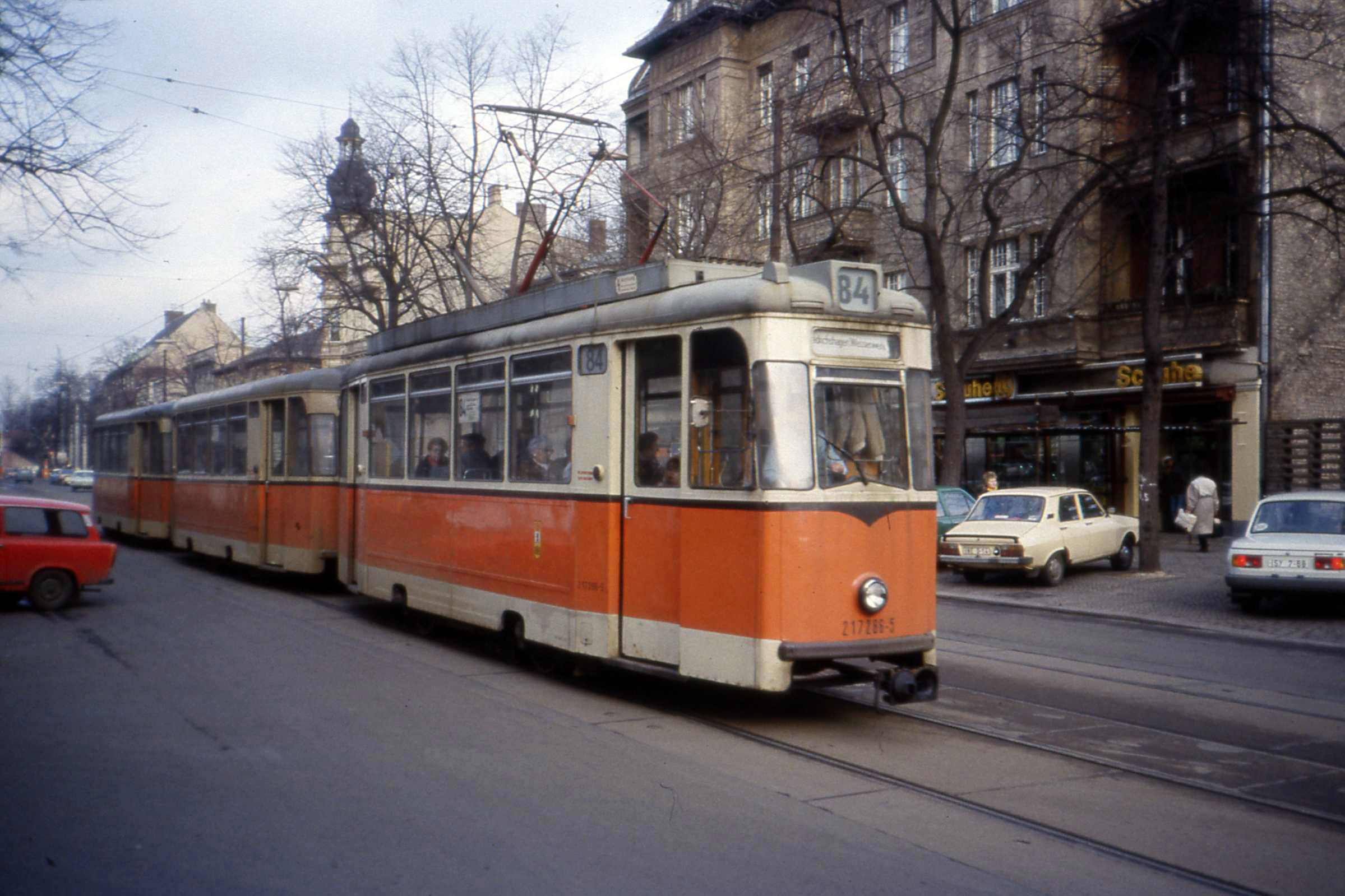
TE64形（先頭）

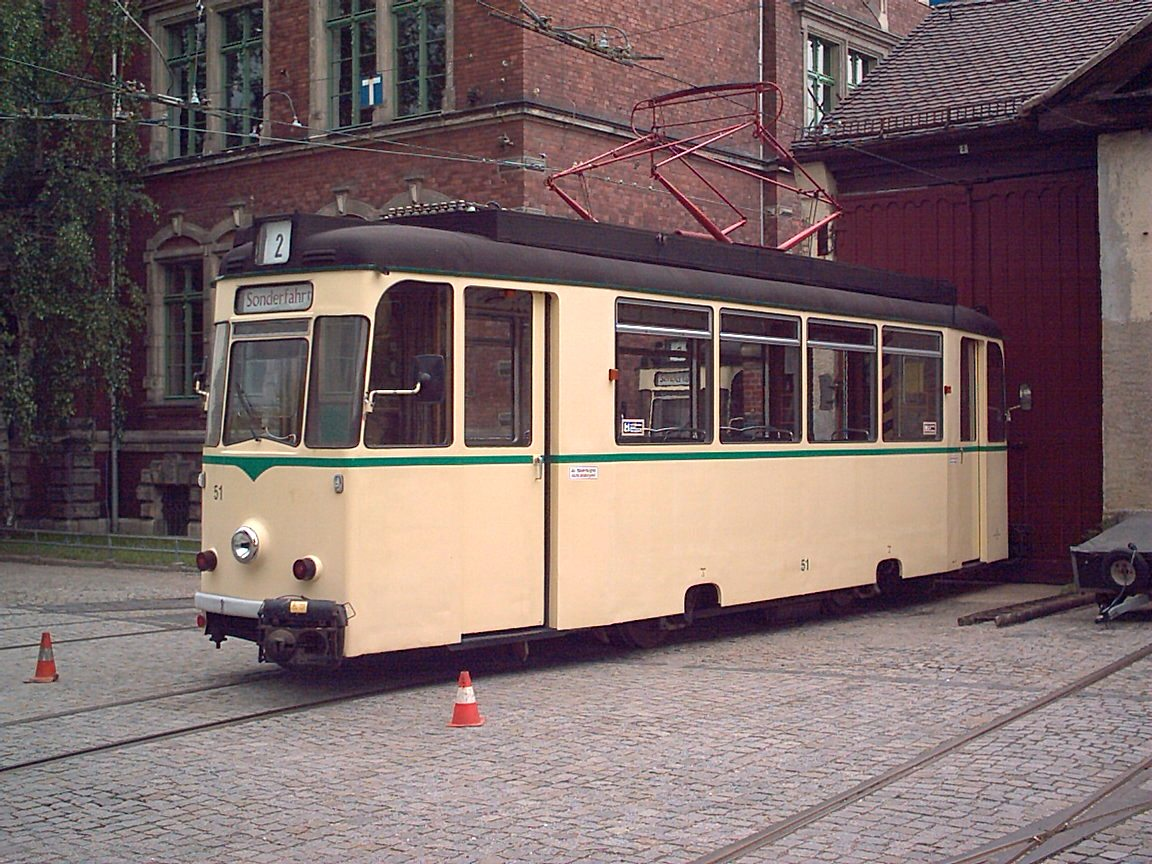
TZ70/1形

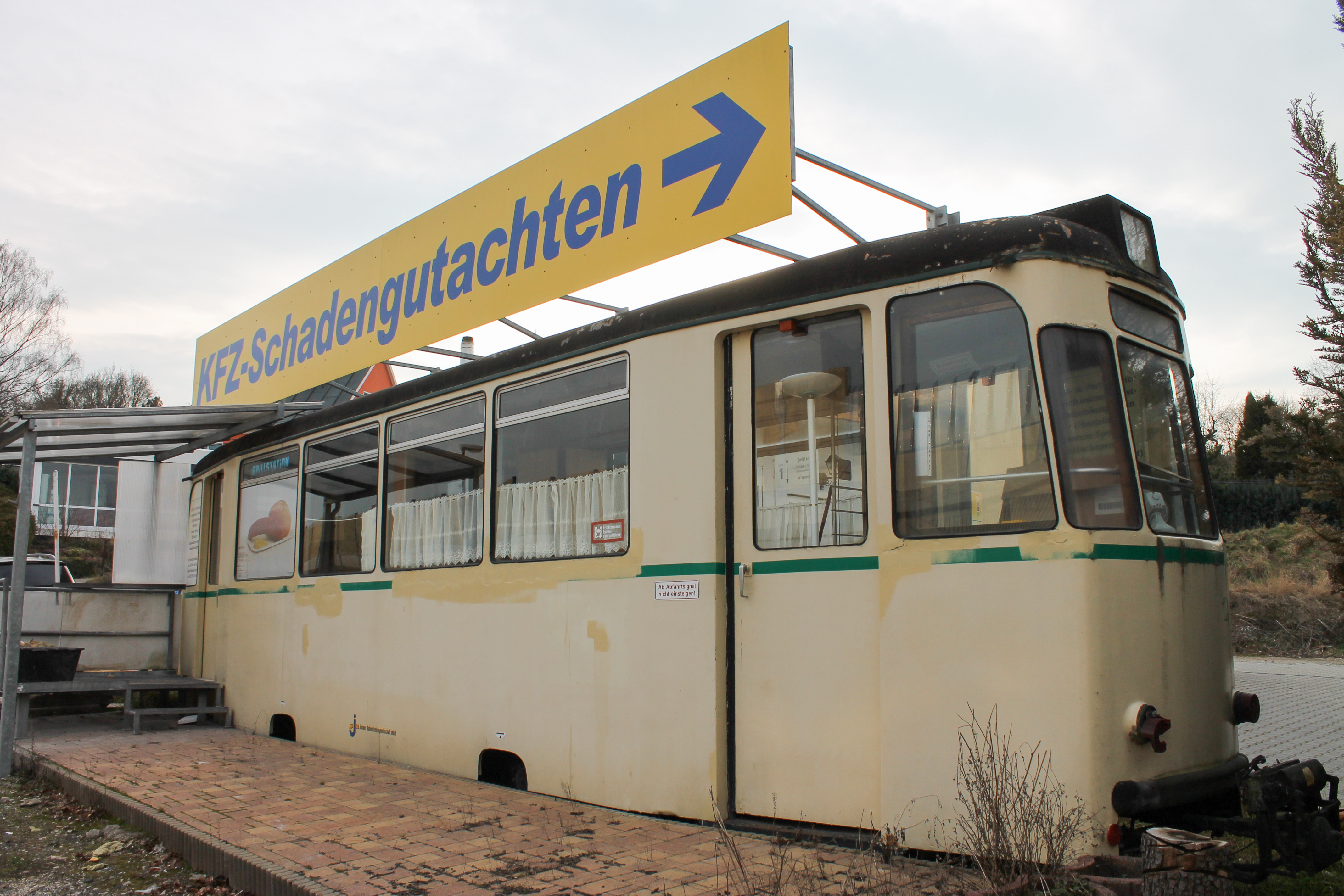
BZ70/1形（廃車体）

製造年や種車、軌間、運転台数の違いにより、REKO形には以下の形式が存在する。そのうち、形式名が"TE"および"BE"の車両は方向転換用のループ線が存在する路線に対応し車体片側にのみ乗降扉が存在する片方向形・片運転台（Einrichtungswagen）、"TZ"および"BZ"の車両はループ線が存在しない路線に対応した、車体両側に乗降扉が設置されている両方向形・両運転台（Zweirichtungswagen）の車両である。
| 形式   | 軌間            | 車種              | 両数  | 製造年         | 備考             |
| ------ | --------------- | ----------------- | ----- | -------------- | ---------------- |
| TE59   | 1,435mm         | 電動車 (片方向形) | 165両 | 1959-63        | ベルリン市電向け |
| TE63   | 1,435mm         | 電動車 (片方向形) | 60両  | 1963-64        | ベルリン市電向け |
| TE64   | 1,435mm         | 電動車 (片方向形) | 57両  | 1964-65、68-69 | ベルリン市電向け |
| TZ69   | 1,435mm         | 電動車 (両方向形) | 57両  | 1969-70        | ベルリン市電向け |
| BE59/1 | 1,435mm         | 付随車 (片方向形) | 160両 | 1959-64        | ベルリン市電向け |
| BE59/2 | 1,435mm         | 付随車 (片方向形) | 86両  | 1959-64        | ベルリン市電向け |
| BE64   | 1,435mm         | 付随車 (片方向形) | 59両  | 1964-66        | ベルリン市電向け |
| BE69   | 1,435mm         | 付随車 (片方向形) | 36両  | 1968-69        | ベルリン市電向け |
| BZ69   | 1,435mm         | 付随車 (両方向形) | 50両  | 1969-70        | ベルリン市電向け |
| 形式   | 軌間            | 車種              | 両数  | 製造年         | 備考             |
| TE70   | 1,435mm         | 電動車 (片方向形) | 165両 | 1970-75        |                  |
| TE70/1 | 1,000mm         | 電動車 (片方向形) | 165両 | 1970-75        |                  |
| TZ70   | 1,435mm         | 電動車 (両方向形) | 31両  | 1970-75        |                  |
| TZ70/1 | 1,000mm         | 電動車 (両方向形) | 31両  | 1970-75        |                  |
| BE70   | 1,435mm 1,458mm | 付随車 (片方向形) | 112両 | 1970-75        |                  |
| BE70/1 | 1,000mm         | 付随車 (片方向形) | 112両 | 1970-75        |                  |
| BZ70   | 1,435mm         | 付随車 (両方向形) | 45両  | 1970-75        |                  |
| BZ70/1 | 1,000mm         | 付随車 (両方向形) | 45両  | 1970-75        |                  |

## 運用
REKO形の生産は1959年から始まり、ベルリン市電への集中導入が行われた。1970年以降はベルリン以外の他都市への導入も開始され、これらの車両には"70"の形式番号が付けられていた。また1970年代以降はベルリン市電から各都市への移籍も実施された。
計画当初、Raw Sw社は旧型車両から機器を流用する事による短時間での製造を見込んでいたが、実際に流用されたのは僅かな部分に過ぎず、1つの車両が完成するまでにゴータカーとほぼ同じ生産時間を要した。また製造初期にはRaw Sw社側の生産施設が大量生産に対応していなかったため、TE59形のうち47両についてはゴータ車両製造人民公社が製造する事となった。更に簡素な設計故に走行特性に難があり、乗り心地は悪かった。
だが、コメコンの方針によりゴータ車両製造による二軸車の製造が1969年で終わり、それを受け継いだチェコスロバキアのČKDタトラでの製造も1971年までだったのに対し、REKO形の生産は1975年まで続いた。ČKDタトラの標準型路面電車であるタトラカーはボギー車か連接車だけが開発されており、定員数が多いこれらの都市では需要過多となる中小都市の路面電車路線が多数存在したことが理由であった。
それ以降も小規模の路面電車路線を中心に各地で主力として活躍したが、ドイツ再統一後は西ドイツ側の車両やタトラカー、超低床電車の導入により急速に置き換えが進み、最初の導入先であるベルリン市電からは1996年6月1日をもって引退した。2000年代以降のドイツの都市でREKO形が定期旅客列車に使用された例は以下の通りである。そのうち2019年現在も使われている路線については太字で示す。
- ハルバーシュタット市電 - 2001年8月23日に最後の1両（29）の運用が終了。
- シュトラウスベルク鉄道 - 3両編成[注釈 2]を組んだREKO形が6両（2本）使用されていたが、他都市から譲渡されたタトラカー導入に伴い2003年10月までに引退した。
- イェーナ市電 - 2003年1月に定期運用が終了し、同年12月7日にさよなら運転が実施された。
- ナウムブルク市電 - 他都市から譲渡されたTZ70/1形2両が2000年（50）・2001年（51）に入線し、定期運転に使用されている[16]。

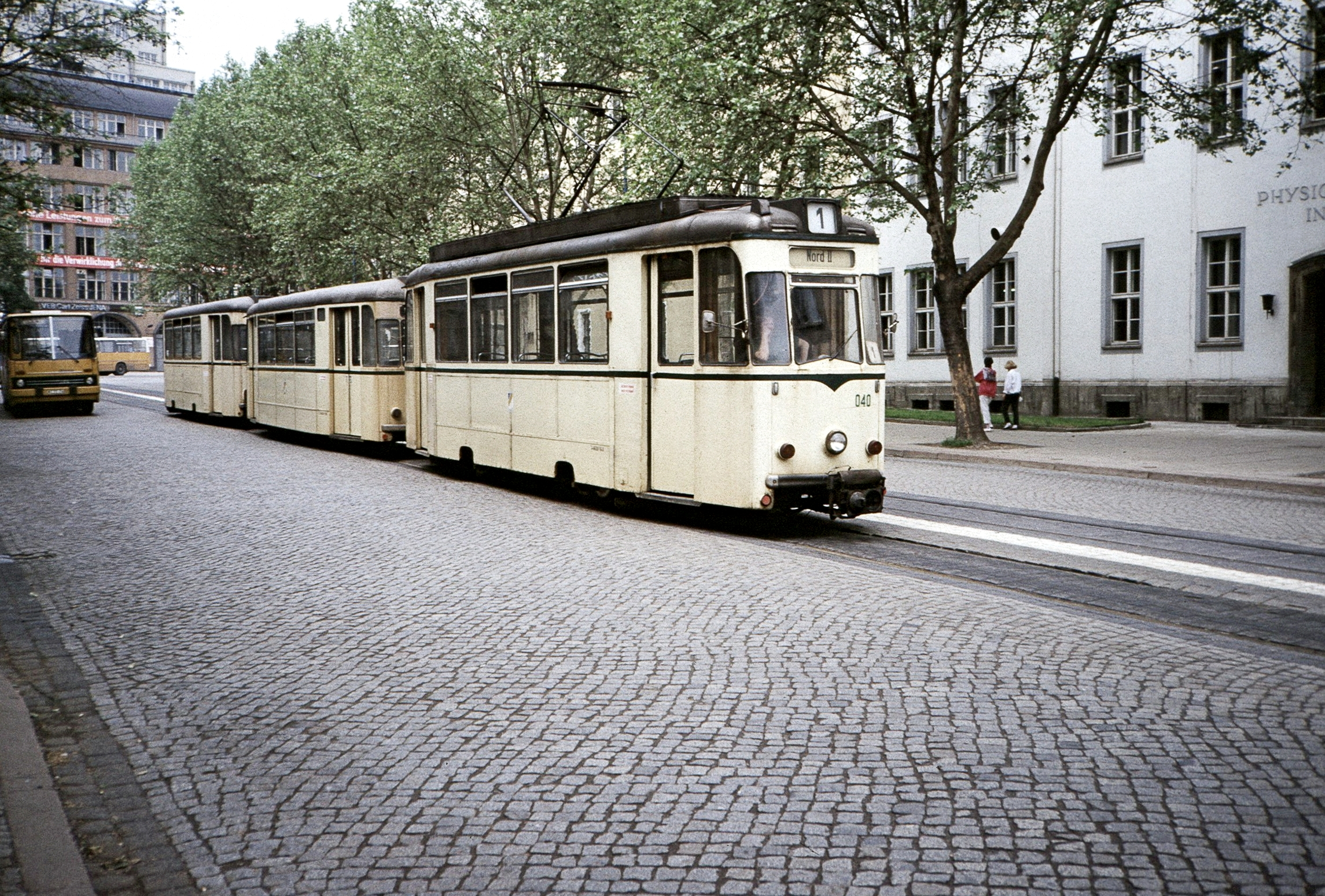
イェーナ市電（1987年撮影）
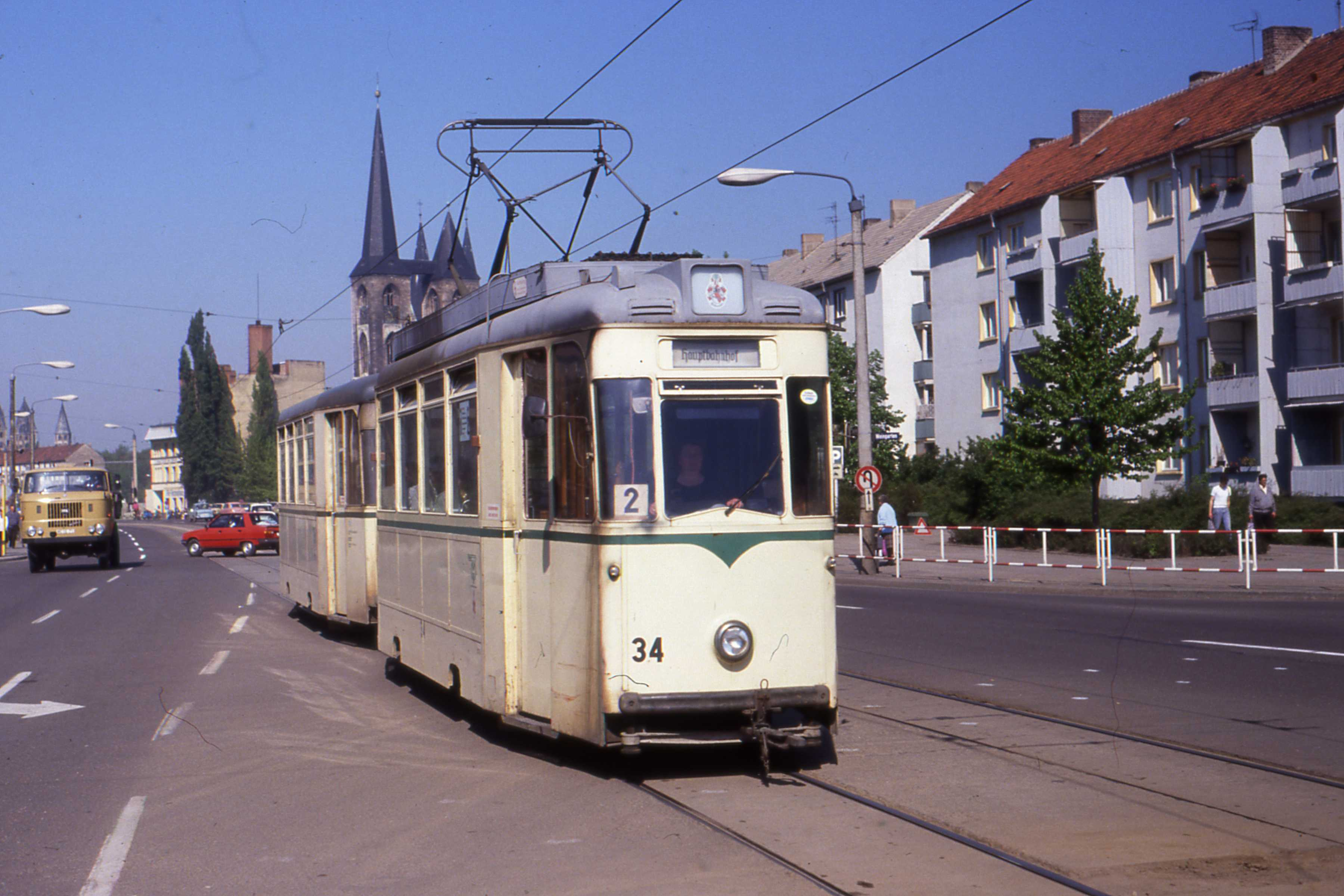
ハルバーシュタット市電（1990年撮影）
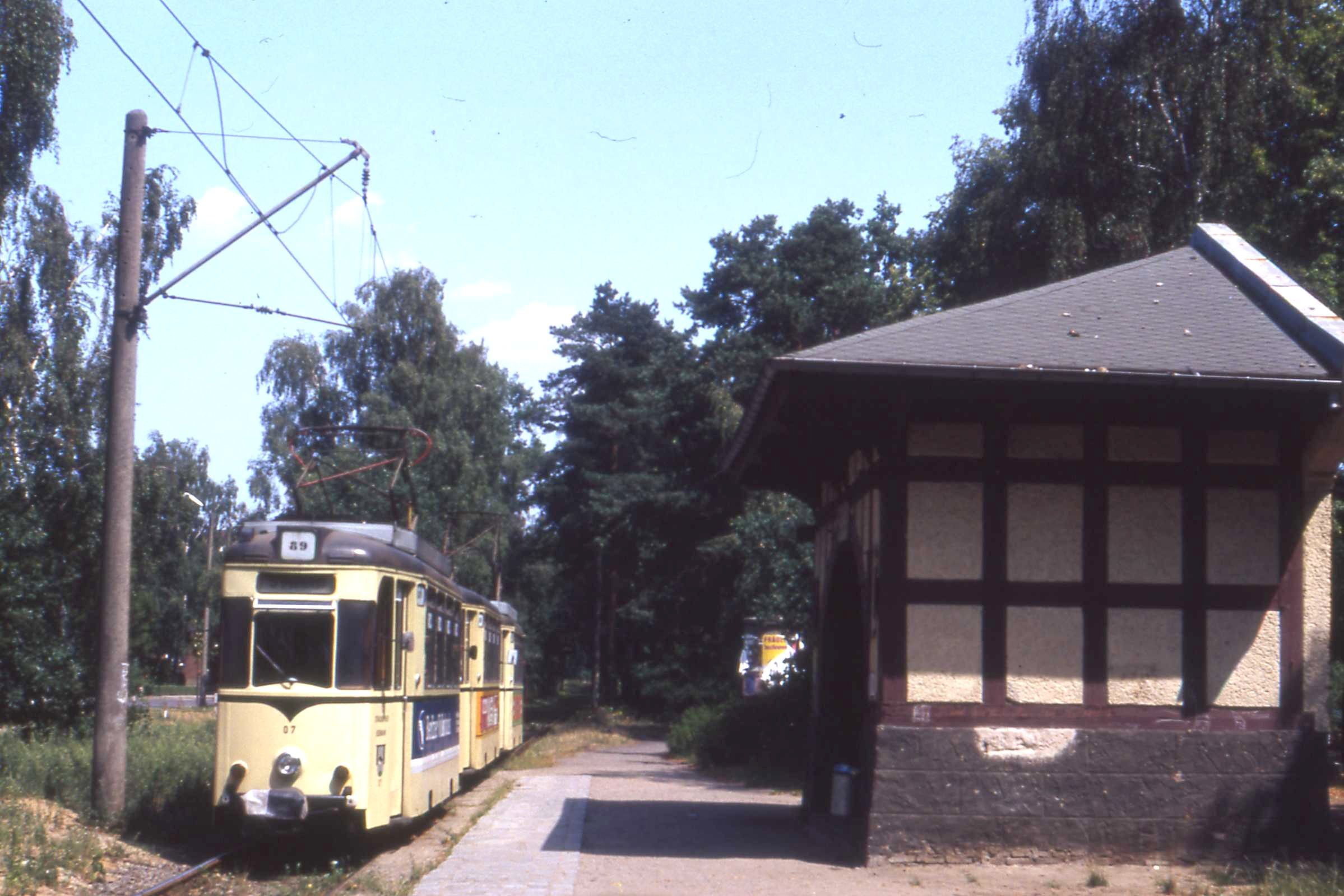
シュトラウスベルク鉄道（1992年撮影）
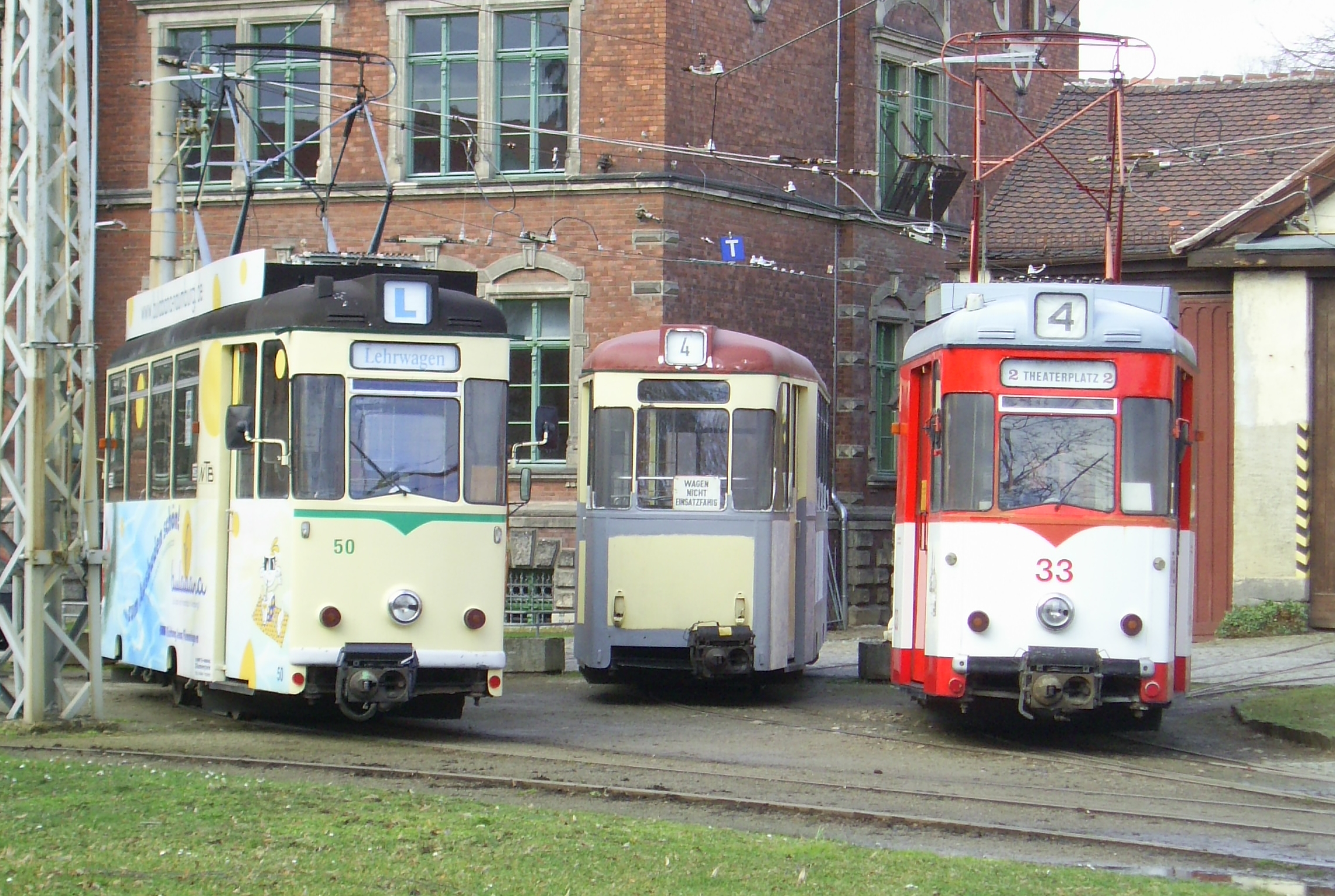
ナウムブルク市電（2007年撮影）

## 保存
REKO形はベルリンやロストックを始めとしたドイツ各地の路面電車で動態保存が実施されている。また一部車両は廃車後にノルウェー（ベルゲン）、イギリス（クリック）、オーストラリア（シドニー）、トルコ（イスタンブール）など世界各国へ譲渡され、保存路線や観光路線で動態保存が行われている車両も多数存在する。

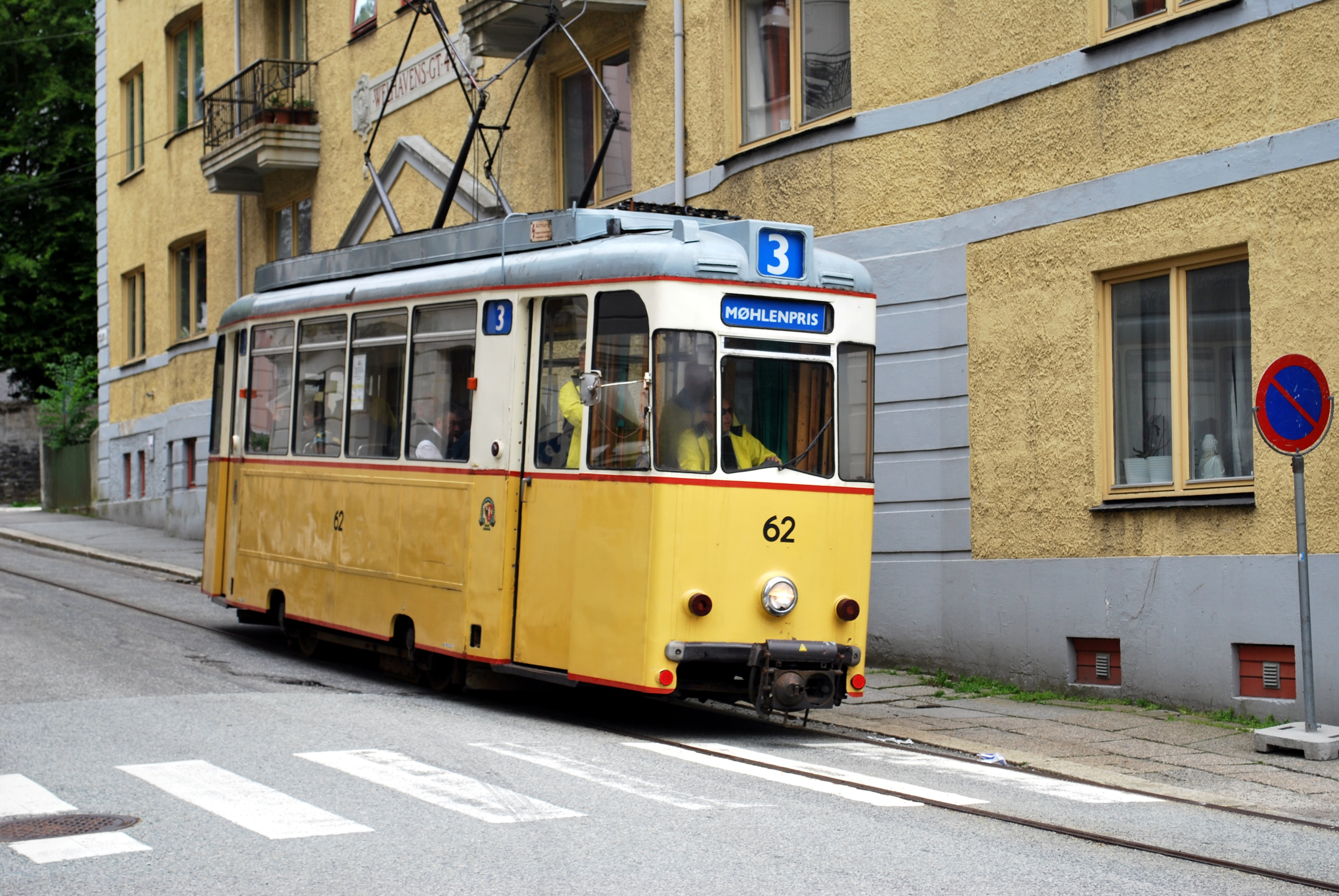
ノルウェー・ベルゲンで動態保存されているREKO形
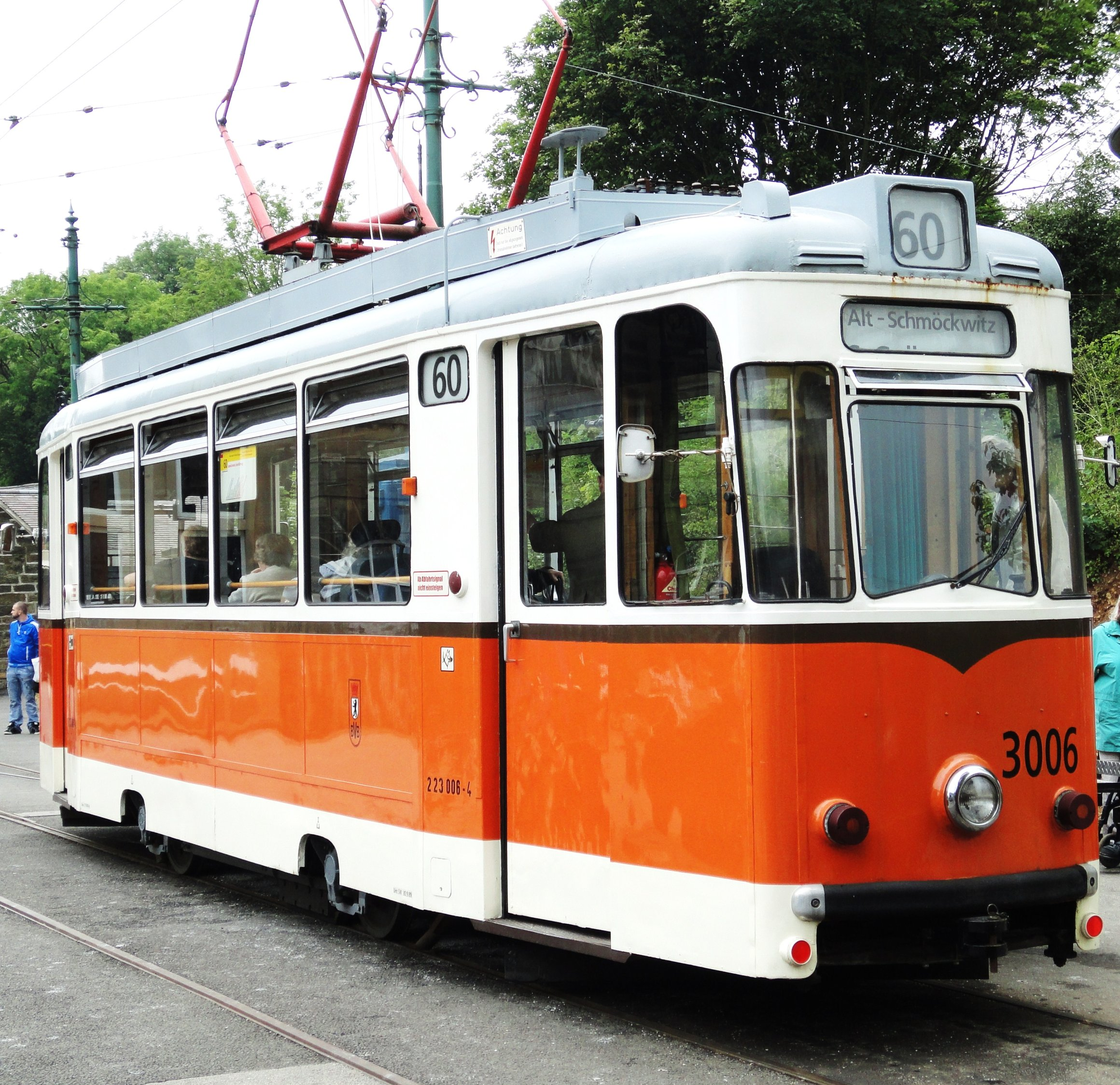
イギリス・クリック（英語版）の国立路面電車博物館（英語版）で保存されているREKO形